# 札幌南郵便局

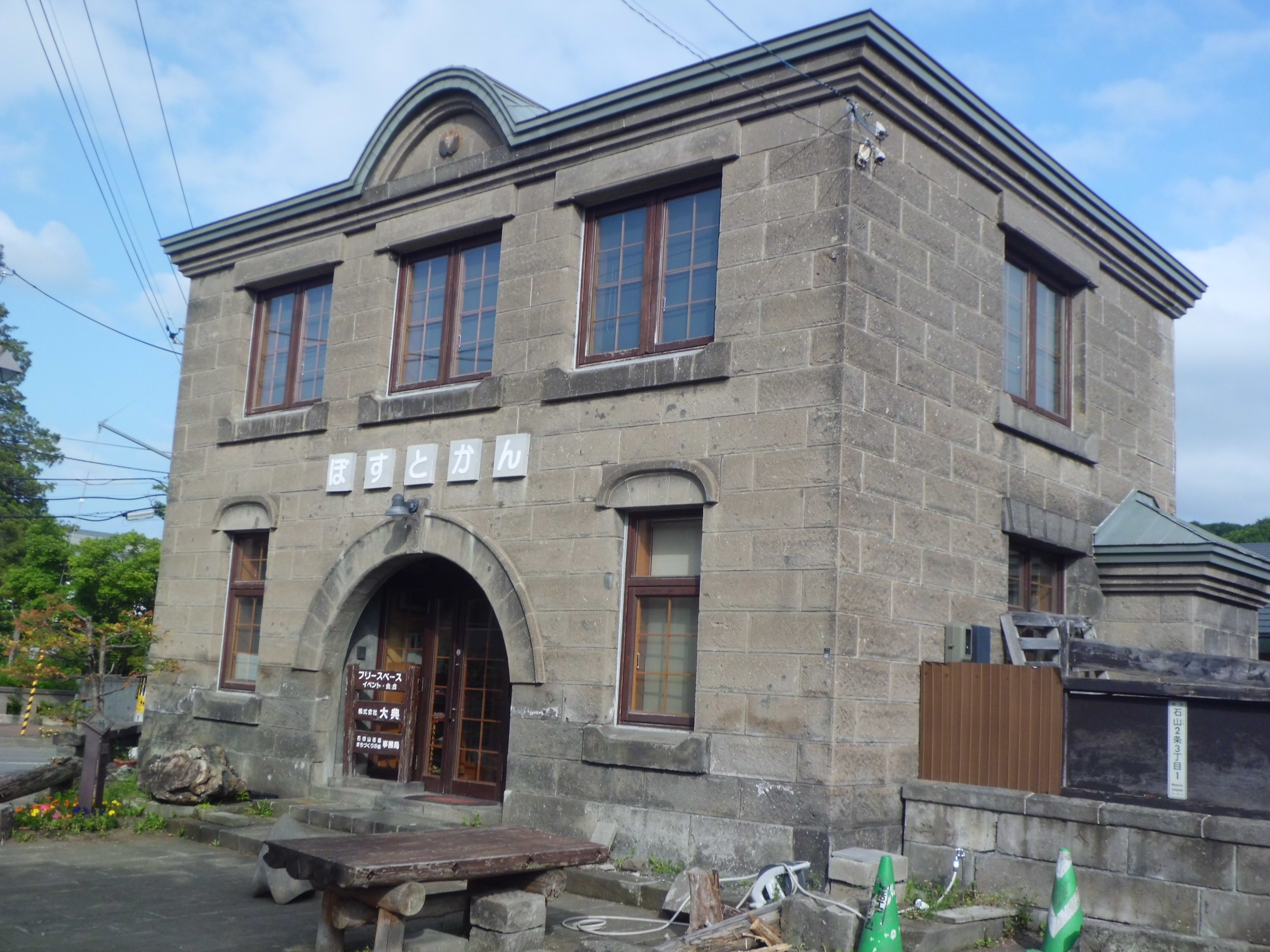
ぽすとかん（旧・石山郵便局）

札幌南郵便局（さっぽろみなみゆうびんきょく）は北海道札幌市南区にある郵便局。民営化前の分類では集配普通郵便局であった。

## 概要
住所：北海道札幌市南区真駒内泉町1丁目1-1

## 沿革
- 1902年（明治35年）2月1日 - 穴ノ沢（あなのさわ）郵便受取所として開設[1]。
- 1905年（明治38年）4月1日 - 穴ノ沢郵便局（三等）となる。
- 1908年（明治41年）1月21日 - 石山郵便局に改称。
- 1927年（昭和2年）11月 - 電話通話事務を開始[2]。
- 1935年（昭和10年）2月 - 電信事務を開始[3]。
- 1938年（昭和13年）5月 - 電報事務を開始[3]。
- 1940年（昭和15年）2月 - 集配事務を開始[3]。
- 1965年（昭和40年）10月21日 - 電話交換事務を札幌南電話局に移管[4]。
- 1967年（昭和42年）11月15日 - 和文電報配達事務を真駒内電報電話局に移管。
- 1973年（昭和48年）7月10日 - 特定郵便局から普通郵便局に局種別改定。
- 1974年（昭和49年）4月29日 - 札幌南郵便局に改称。
- 1985年（昭和60年）9月24日 - 郵便番号を061-21から005に変更。
- 1989年（平成元年）11月3日 - 札幌南沢簡易郵便局の廃止に伴い、取扱事務を承継。
- 1996年（平成8年）7月1日 - 南区石山2条4丁目から同区真駒内泉町1丁目に移転。
- 1998年（平成10年）9月1日 - 外国通貨の両替および旅行小切手の売買に関する業務取扱を開始。
- 2006年（平成18年）9月19日 - 藤野郵便局から集配業務を移管[5]。
- 2007年（平成19年）10月1日 - 民営化に伴い、併設された郵便事業札幌南支店に一部業務を移管。
- 2012年（平成24年）10月1日 - 日本郵便株式会社の発足に伴い、郵便事業札幌南支店を札幌南郵便局に統合。
- 2017年（平成29年）4月1日 - ゆうゆう窓口の24時間営業を廃止。

## 取扱内容
- 郵便、印紙、ゆうパック、チルドゆうパック、内容証明
- 貯金、為替、振替、振込、国際送金、外貨両替、国債、投資信託
- 生命保険、バイク自賠責保険、自動車保険、がん保険、引受条件緩和型医療保険、変額年金保険
- 地方公共団体事務（札幌市敬老優待乗車証の交付、札幌市家庭用指定袋の交付）
- ゆうちょ銀行ATM
- 札幌市南区内の一部地域（定山渓地区を除く南区全域）の集配業務
- ゆうゆう窓口

## ぽすとかん
1940年（昭和15年）9月に建てられた石山郵便局の局舎。軟石作りの洋風建築である。郵便局の移転後は事務所ビルとして活用されている。
さっぽろ・ふるさと文化百選のNo.41、ならびに札幌景観資産の第5号に選定されている。

## 周辺
- 札幌市南区役所
- エドウィン・ダン記念館
- 札幌市立真駒内中学校
- 札幌市立真駒内緑小学校
- 東光ストア 真駒内店
- 国道453号
- 真駒内川

## アクセス
- 札幌市営地下鉄南北線 真駒内駅から南西へ約700m（徒歩約8分）
- 北海道中央バス（西岡営業所）、じょうてつバス 南区役所前停留所下車
- 駐車場あり：19台